# De Witt Island
De Witt Island ist die größte Insel der Maatsuyker-Inseln und hat eine Fläche von 517 Hektar. Nahe der Südküste Tasmaniens gelegen gehört sie auch zum Southwest-Nationalpark. Obwohl sie derzeit unbewohnt ist, wurde sie doch lange Zeit genutzt, vor allem zur Holzgewinnung, aber auch als gelegentliche Wohnstätte.

## Flora und Fauna
Die Insel ist in großen Zügen mit Eukalyptus-Bäumen bewaldet. An manchen Stellen kann man auch die Tasmanische Scheinulme und niedere Vegetation finden.
Auf der Insel gibt es eine etwas reichere Artenvielfalt, so befinden sich vor allem Meeres- und Watvögel, wie z. B. Zwergpinguine, den Kurzschwanz-Sturmtaucher, den Dunklen Sturmtaucher, Feensturmvögel, Tauchsturmvögel, Dickschnabelmöven  oder der Ruß-Austernfischer, ebenso gibt es Schwalbensittiche. Säugetiere sind auch vertreten, darunter der Rotbauchfilander, Kaninchenkängurus oder Ratten. Des Weiteren finden sich mit verschiedenen Arten von Skinken Reptilien auf der Insel.